# Ricardo de las Heras
Ricardo de las Heras (Madrid, 1946) es un abogado y ensayista español.

## Biografía
Nació en Madrid en 1946. Es licenciado en Derecho y Ciencias Políticas. Ha ejercido durante muchos años la profesión de abogado y ha trabajado en varios organismos internacionales en diversos países de Europa, América y Asia.
Antimasón, es autor de la obra La conspiración masónica en España (editorial Styria, 2007) donde denuncia a la masonería relacionándola con el gobierno de José Luis Rodríguez Zapatero y el Partido Socialista Obrero Español (PSOE), al igual que Manuel Guerra Gómez.
Ha sido investigado y condenado por difamaciones y amenazas a periodistas[cita requerida].

## Obras
- La conspiración masónica en España, editorial Styria, 2007.